# Język lepcza

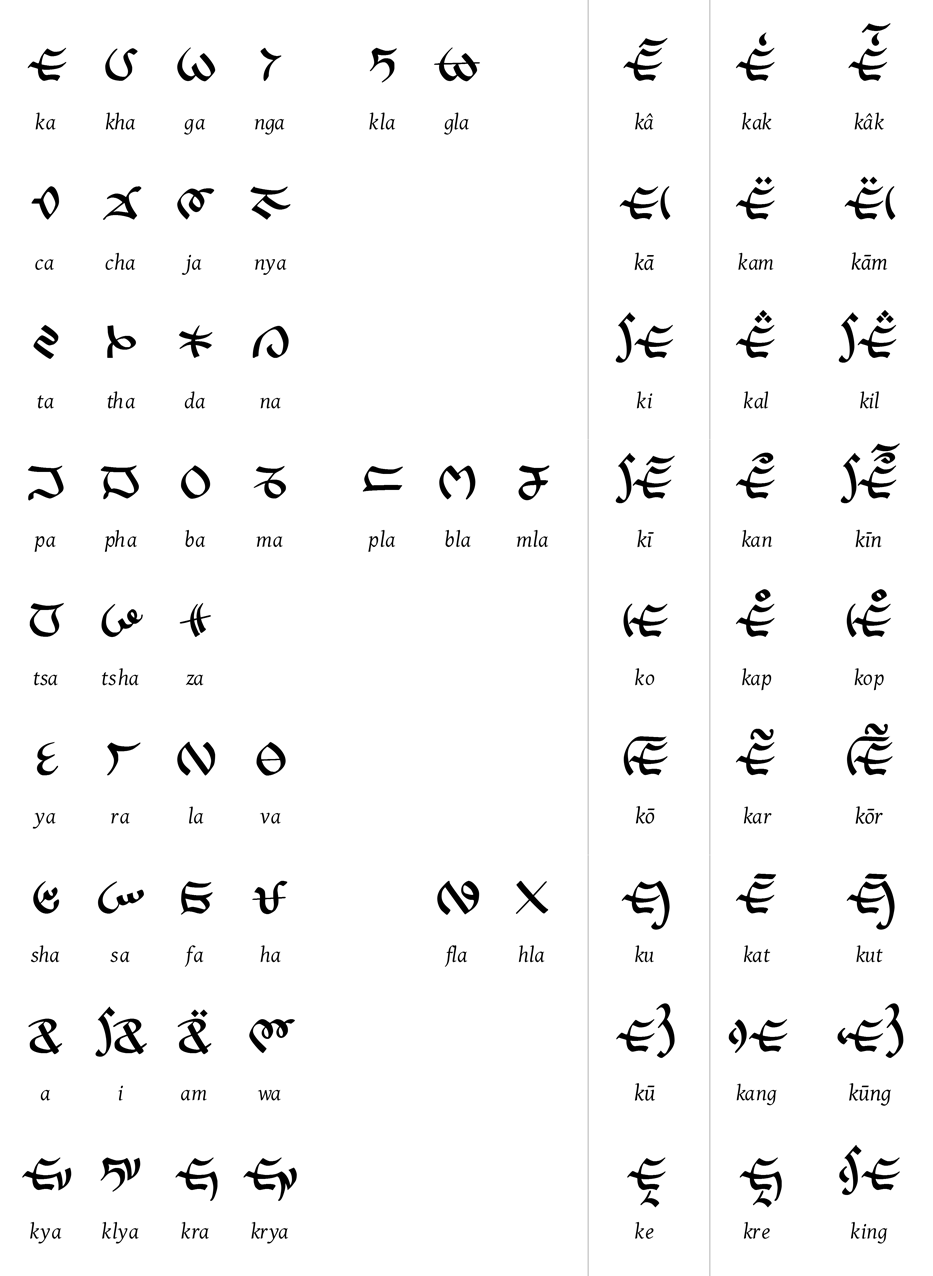
Pismo rong

Język lepcza – język ludu Lepcza, używany głównie w Sikkimie, a także w Nepalu i Bhutanie. Należy do rodziny języków tybeto-birmańskich. Według danych Ethnologue (wyd. 22, 2019) posługuje się nim 67 tys. osób.
Tradycja literacka w języku lepcza sięga początków XVIII w. Zapisywany jest w alfabecie sylabicznym rong, który, jak się wydaje, jest oryginalnym lokalnym wynalazkiem, prawdopodobnie inspirowanym alfabetem tybetańskim. Niewykluczone są również wpływy chińskie – najstarsze manuskrypty zapisywane były bowiem pionowo.
Silnie zagrożony wymarciem. W całym regionie powszechna jest dwujęzyczność. Lepcza został w dużej mierze wyparty przez język nepalski.